# Japan Electronic Industry Development Association
La Japan Electronic Industries Development Association (JEIDA) (en français Association pour le développement de l'industrie électronique japonaise) est une organisation établissant des normes pour l'électronique au Japon. Elle fusionne en 2000 avec Electronic Industries Association of Japan (EIAJ) pour former la Japan Electronics and Information Technology Industries Association (JEITA).
JEIDA a un rôle similaire que la SEMTEC aux États-Unis d'Amérique et l'ECMA en Europe.
JEIDA a développé des standards comme la JEIDA memory card ou le format EXIF.